# Туристичко спортски центар „Златар” Нова Варош
| ТСЦ „Златар” Нова Варош |                                                                              |
|                         |                                                                              |
| Оснивач                 | Општина Нова Варош                                                           |
| Седиште:                | Карађорђева 36, Нова Варош Србија                                            |
| Директор:               |                                                                              |
| Веб презентација        | https://zlatar.org.rs/o-tsc-zlatar Архивирано на веб-сајту (14. август 2020) |

Туристичко спортски центар „Златар” Нова Варош основана је 2001. године као Туристичка организација „Златар”.
Циљеви који су постављени пред новоосновану организацију су промоција и унапређење туризма општине Нова Варош са циљем афирмисања њених туристичких вредности и позиционирања територије општине као туристичке дестинације. У 2007. години дошло је до спајања спорта и туризма оснивањем  Туристичко-спортског центра „Златар”, Одлуком Скупштине општине Нова Варош, као правног следбеника Туристичке организације „Златар” и Спортског друштва „Златар”.